# Sierd Schaafsma
Sierd Jurriaan Schaafsma (Groningen, 25 augustus 1969) is een Nederlands jurist gespecialiseerd in het internationaal privaatrecht. Schaafsma is raadsheer in de Hoge Raad der Nederlanden.
Schaafsma groeide op in Groningen, waar hij van 1981 tot 1987 zijn middelbareschooltijd doorbracht aan het Willem Lodewijk Gymnasium en vervolgens rechten studeerde aan de Rijksuniversiteit Groningen van 1987 tot 1993. In 1992 studeerde hij ook een semester aan de Universiteit van Poitiers. Zijn Groninger afstudeerscriptie, Vervuiling in het conflictenrecht. Een onderzoek naar theoretische concepten en praktijk van de internationale milieuvervuilende onrechtmatige daad in het internationaal privaatrechtelijke conflictenrecht, won in 1994 de Post Scriptum-scriptieprijs van Kluwer. Schaafsma vervulde zijn militaire dienstplicht als reserve-officier bij de Defensiestaf en werd vervolgens advocaat bij De Brauw Blackstone Westbroek in Den Haag en Rotterdam.
In 2003 werd hij gerechtsauditeur bij de Hoge Raad der Nederlanden en medewerker van het wetenschappelijk bureau. Tegelijkertijd werkte hij aan de Universiteit Leiden aan een proefschrift over het internationaal privaatrecht getiteld Intellectuele eigendom in het conflictenrecht. De verborgen conflictregel in het beginsel van nationale behandeling, waar hij op 23 juni 2009 cum laude op promoveerde; promotores waren Martijn Polak en Constant van Nispen (VU). In 2009 werd Schaafsma tevens benoemd tot lid van de Staatscommissie voor het internationaal privaatrecht, wat hij tot 2020 zou blijven. 
In 2010 werd Schaafsma benoemd tot raadsheer bij het Gerechtshof Den Haag; in 2018 tot senior raadsheer (voorheen vicepresident). Van 2017 tot 2021 was hij tevens raadsheer-plaatsvervanger in het Benelux-Gerechtshof; ook was hij van 2011 tot 2020 lid van de Committee on Intellectual Property and Private International Law van de International Law Association. Met ingang van 1 november 2012 werd hij tevens benoemd tot hoogleraar internationaal privaatrecht aan de Universiteit Leiden, als opvolger van zijn promotor Polak die was benoemd tot raadsheer in de Hoge Raad. Hij hield zijn oratie, getiteld IPR EN EPR. Over wisselwerking, eenheid en verscheidenheid, op 11 april 2014.
Op 2 juni 2020 werd Schaafsma door de Hoge Raad bovenaan de aanbeveling voor benoeming geplaatst, ter vervulling van een vacature die zou ontstaan door het pensioen van Annemarie van Buchem-Spapens. De Tweede Kamer nam de aanbeveling ongewijzigd over op haar voordracht en de ministerraad stemde op 21 augustus in met de voordracht. Op 21 april 2021 werd Schaafsma ten overstaan van de Koning beëdigd, samen met Frits Salomons; de benoeming ging in per 1 mei van dat jaar.
Bestuur van de Hoge Raad:
G. de Groot (president) · M.V. Polak · M.J. Kroeze ·  V. van den Brink · J. de Hullu · R.J. Koopman · M.E. van Hilten (vicepresidenten)

Eerste kamer:
G. de Groot · 
M.V. Polak · 
M.J. Kroeze (vzrs.) · 
A.E.B. ter Heide ·
F.J.P. Lock · 
G.C. Makkink · 
C.E. du Perron · 
F.R. Salomons · 
S.J. Schaafsma · 
C.H. Sieburgh · 
T.H. Tanja-van den Broek · 
K. Teuben · 
H.M. Wattendorff

Tweede kamer:
V. van den Brink · 
M.J. Borgers (vzrs.) · 
Y. Buruma · 
C. Caminada · 
J.C.A.M. Claassens · 
C.N. Dalebout · 
T. Kooijmans · 
M. Kuijer · 
A.E.M. Röttgering ·
A.L.J. van Strien ·
T.B. Trotman

Derde kamer:
M.E. van Hilten · 
J.A.R. van Eijsden (vzrs.) · 
M.T. Boerlage ·
P.A.G.M. Cools ·
E.F. Faase · 
M.W.C. Feteris · 
M.A. Fierstra · 
R.J. Koopman ·
E.N. Punt ·
A.E.H. van der Voort Maarschalk · 
J. Wortel

J.E.M. Polak (i.b.d.) · 
H.G. Sevenster (i.b.d.) · 
C.J. Borman (i.b.d.)

Parket:
F.W. Bleichrodt (procureur-generaal) · 
M.H. Wissink (plv. procureur-generaal) · 

Advocaten-generaal civiel:
B.F. Assink · 
R.H. de Bock · 
B.J. Drijber · 
T. Hartlief · 
F.F. Langemeijer (i.b.d.) · 
S.D. Lindenbergh · 
M.L.C.C. Lückers · 
G.R.B. van Peursem · 
E.B. Rank-Berenschot · 
G. Snijders · 
W.L. Valk · 
P. Vlas · 
E.M. Wesseling-van Gent 

Advocaten-generaal straf:
D.J.C. Aben · 
P.M. Frielink · 
A.E. Harteveld · 
E.J. Hofstee · 
B.F. Keulen · 
D.J.M.W. Paridaens · 
T.N.B.M. Spronken · 
P.C. Vegter (i.b.d.)

Advocaten-generaal belasting:
C.M. Ettema · 
R.L.H. IJzerman · 
R.E.C.M. Niessen · 
P.J. Wattel